# Новодрожжино
Новодро́жжино (рос. Новодрожжино) — селище міського типу у складі Ленінського міського округу Московської області, Росія.
До 2019 року селище мало статус селища.

## Населення
Населення — 2674 особи (2021; 2781 у 2010, 2737 у 2002).
Національний склад (станом на 2002 рік):
- росіяни — 87 %